# Orthocladius knuthi
Orthocladius knuthi är en tvåvingeart som beskrevs av Soponis 1977. Orthocladius knuthi ingår i släktet Orthocladius och familjen fjädermyggor. Arten har ej påträffats i Sverige. Inga underarter finns listade i Catalogue of Life.